# Sejmtjan
Sejmtjan (ryska Сеймчан) är en ort i Magadan oblast i Ryssland. Orten ligger vid floden Sejmtjan, en biflod till Kolymafloden, 350 kilometer norr om Magadan. Folkmängden uppgår till något mer än 2 000 invånare.

## Historia
Bosättningen grundades i slutet av 1600-talet av jakuterna. Namnet kommer från det jakutiska ordet Kheymchen, som betyder polynia, eller vinteröppet vatten.
Efter upptäckten av brunkol i området och fyndigheter av guld, tenn och kobolt under 1930- och 1940-talen byggdes staden ut.